# Thalictrum elegans
Thalictrum elegans är en ranunkelväxtart som beskrevs av Nathaniel Wallich. Thalictrum elegans ingår i släktet rutor, och familjen ranunkelväxter. Inga underarter finns listade i Catalogue of Life.